# Steyr-Werke
Steyr-Werke è dal 9 febbraio 1926 la designazione della Oesterreichischen Waffenfabriks-Gesellschaft di Steyr, Alta Austria.
Il 12 ottobre 1934 viene decisa la fusione della Steyr-Werke con la Austro-Daimler-Puchwerke AG per creare la società Steyr-Daimler-Puch AG che verrà ufficialmente registrata il 10 maggio 1935.

## Storia

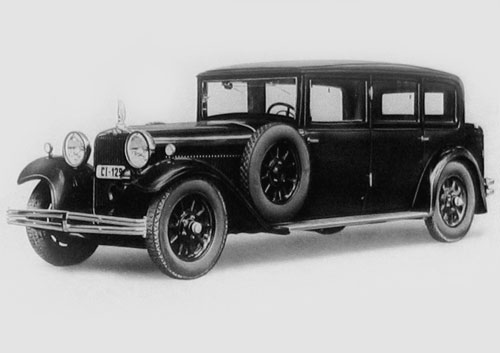
Una Steyr Austria del 1929

All'inizio del 1929 Ferdinand Porsche diventa direttore tecnico (Chefkonstrukteur) alla Steyr e progetta la Steyr Austria, una macchina da rappresentanza con motore 8 cilindri e 100 HP che venne costruita in soli tre esemplari e che non fu mai prodotta in serie. 
La motivazione era nel fatto che la Steyr-Hausbank Österreichische Credit-Anstalt, azionista di maggioranza della società Austro-Daimler, favorì lo sviluppo della Austro-Daimler ADR 8 che nel 1931 fu messa sul mercato e sarebbe stata in concorrenza con la vettura Steyr. Tale decisione portò Porsche, che aveva già avuto a che fare con le stesse persone nel suo periodo di attività in Austro-Daimler, a lasciare ben presto anche la Steyr.
Nel periodo della guerra civile austriaca il 12 febbraio 1934 anche la Steyr viene segnata dai tumulti, con l'episodio della violenza sul direttore Steyr-Werke, Dr. Herbst, lanciato da un'auto in corsa.